# 312-я стрелковая дивизия (1-го формирования)
312-я стрелковая дивизия (1-го формирования) — воинское соединение Вооружённых Сил СССР в Великой Отечественной войне. Сформирована летом 1941 года в Казахстане. В период Московской битвы вступила в бой "с колёс" на Боровском, Малоярославецком и Детчинском направлениях. Ценой больших потерь сумела задержать стремительное продвижение к Москве моторизованных сил противника. Оставила свои боевые позиции только по приказу вышестоящего командования. В связи с большими потерями личного состава была переформирована. В состав Действующей армии входила с 26 августа по 27 декабря 1941 года.

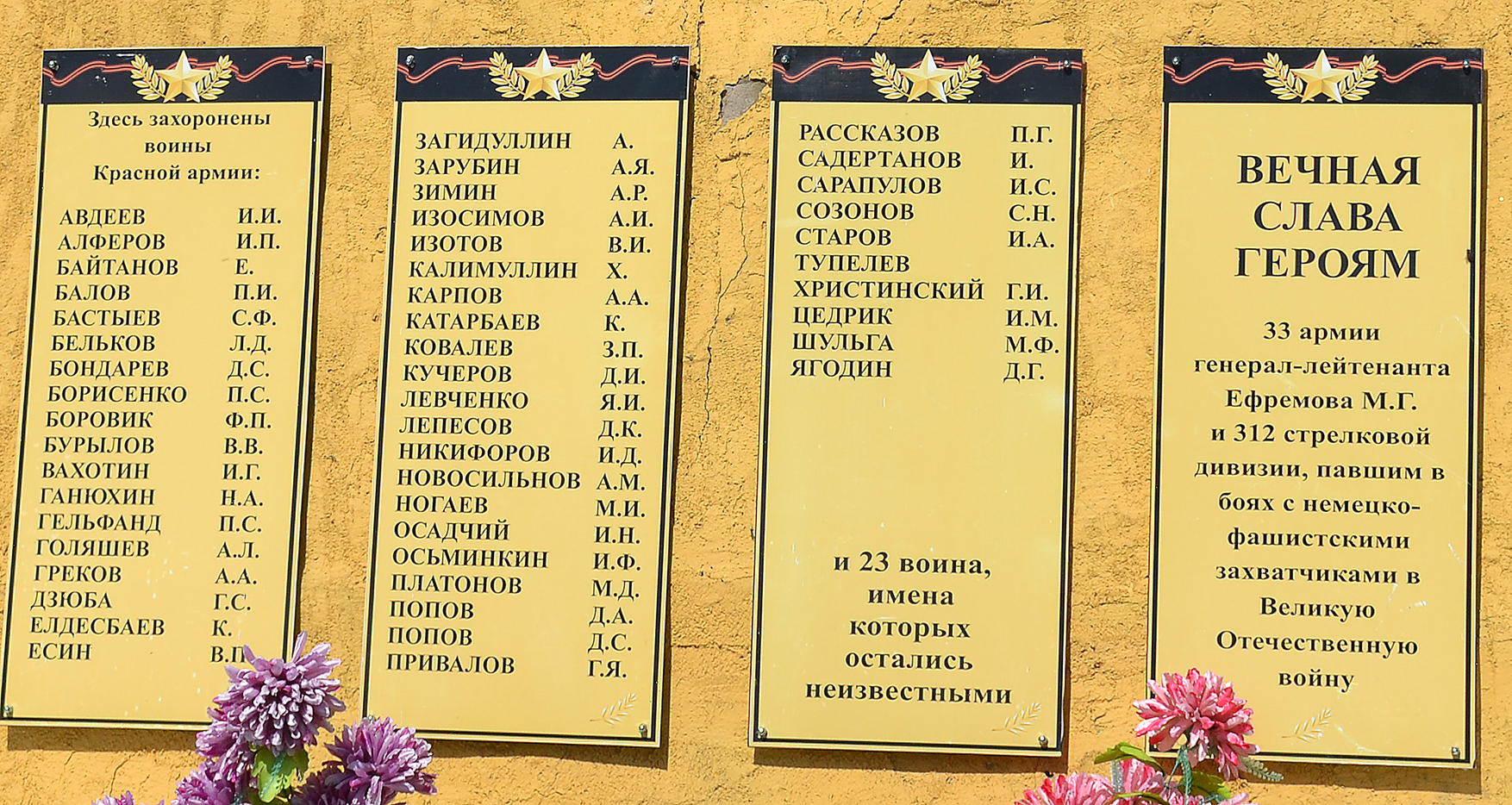
Памятная плита на воинском братском захоронении в д. Федорино (Россия, Калужская обл., Боровский район)

## История формирования
312-я стрелковая дивизия сформирована в рамках реализации Постановления ГКО СССР № 48с от 08.07.1941 и на основании приказа командующего войсками Среднеазиатского военного округа № 0041 от 12.07.1941 в городе Актюбинске Казахской ССР. Срок окончания формирования дивизии был установлен Постановлением ГКО СССР № 207сс от 19.07.1941 к 4 августа 1941 года.
К началу августа 1941 года дивизия была укомплектована людьми полностью: общая численность личного состава и по штату и по списку составила 11 347 человек. 
Среди многонационального состава дивизии преобладали казахи(4 460 человек или 39,31%), русские(3 556 или 31,34%) и украинцы (2 012 или 17,73%). Из других национальностей были узбеки (212), татары (184), таджики (86), туркмены (74), белорусы (23). В основном это были призывники 1908—1918 годов: из Актюбинской области — 6654 человека, Южно-Казахстанской области — 3264, Уральска — 1700, Гурьева — 691 и Кзыл-Орды — 450 человек.
17 августа 1941 года все командиры и бойцы частей дивизии приняли присягу. На следующий день началась отправка 312-й дивизии на фронт. Последний эшелон убыл из Актюбинска 20 августа в 12 дня.

## Боевой путь
В соответствии с директивой Ставки № 001200 от 23 августа 312-я стрелковая дивизия включена в состав 52-й отдельной армии Северо-Западного фронта. С конца августа и до первых чисел октября дивизия занималась подготовкой армейского рубежа обороны в районе Валдая и боевых действий не вела.
5 октября 1941 года дивизия была снята с позиций, погружена на станциях Ерынья и Валдай и направлена под Москву в распоряжение командующего войсками Московского военного округа. Первые эшелоны начали разгрузку на станции Ворсино 8 октября 1941 года, 10-11 октября 1941 года дивизия разгружалась в Наро-Фоминске и Малоярославце.
Сразу после прибытия дивизия была включена в состав войск Малоярославецкого укрепрайона Можайской оборонительной линии. 9 октября дивизия вошла в состав войск вновь сформированного Московского резервного фронта, а ее командир — полковник А.Ф. Наумов — назначен начальником Малоярославецкого боевого участка, преобразованного из одноименного укрепрайона.
В соответствии с приказом командира дивизии полковника А. Ф. Наумова части дивизии заняли участки обороны Малоярославецкого боевого участка Можайской оборонительной линии:
- 1083-й стрелковый полк: Павлищево — Рогозино — Федорино — Дылдино — Ищеино — Зеленино — Юрьевское. Задача — обеспечить «правый фланг боевого участка и танкоопасное направление к городу Боровску»[11]. Полку придавался дивизион 859-го артиллерийского полка, отдельная танковая рота резерва дивизии и дивизион 12-го гвардейского миномётного полка («Катюши»).
- 1079-й стрелковый полк: Подсосено — Машкино — Бутырки — Рябцево. Полку придавались две батареи 859-го артиллерийского полка дивизии, 303-й пулемётный батальон и 36-я огнемётная рота[11].
- 1081-й стрелковый полк: 1-й стрелковый батальон район Детчино, с задачей «прикрывать направление Торбеево, Детчино, остальные подразделения полка составляют резерв дивизии»[11].

11 октября 1941 года части 57-го моторизованного корпуса вермахта в составе 258-й пехотной и 3-й моторизованной дивизий, усиленные 21-м танковым полком 20-й танковой дивизии, ворвались на позиции 1083-го стрелкового полка дивизии, занимающие позиции Боровского сектора Малоярославецкого укреплённого района в пятнадцати километрах севернее шоссе Медынь — Малоярославец. Полк прямо с колёс контратаковал противника. Не сумев восстановить положение 1083-й стрелковый полк 312-й стрелковой дивизии до 14 октября сдерживал продвижение противника на Боровск. А затем, заняв удобную позицию в районе д. Юрьевское, до 18 октября не давал дальнейшему развертываю частей 57-го моторизованного корпуса противника на Боровском направлении для наступления на Наро-Фоминск.
12 октября при слиянии Западного фронта с Московским Резервным фронтом 312-я стрелковая дивизия вошла в боевой состав 43-й армии Западного фронта.
На 14 октября 1941 года дивизия вместе с курсантами Подольского пехотного училища, Подольского артиллерийского училища, 108-м запасным стрелковым полком, обороняла рубеж: Юрьевское, Ильинское, Машкино, Детчино (так называемый Ильинский сектор обороны Малоярославецкого боевого участка).
15 октября по шоссе на деревню Тяпино наступали уже 30 танков. Огнём батареи 13 из них были уничтожены, остальные повернули обратно. На следующий день против артбатареи был брошен батальон эсэсовцев. Снаряды и патроны закончились, артиллеристы пошли в штыковую атаку. В тот день из 98 казахстанцев батареи в живых остались лишь 17 человек.
16 октября 1941 года после артиллерийской подготовки на фронте обороны Ильинского сектора противник перешёл в наступление.
В селе Детчино держал оборону 1081-й полк актюбинской дивизии. Несколько дней три немецких полка безуспешно пытались выбить наших бойцов. Семь раз Детчино переходило из рук в руки. Господствующая высота 209,9 была нашпигована металлом и пропитана кровью. Так и не сумев взять Детчино, немцы обошли её с тыла. Ещё 2 дня полк дрался в окружении. Только когда закончились боеприпасы, бойцы пошли на прорыв. Из 2,5 тысяч бойцов в живых осталась лишь сотня.
Гитлеровцы на несколько дней приостановили наступление, дожидаясь резерва. За это время к Малоярославцу подтянулись кадровая 53-я стрелковая дивизия и 17-я дивизия народного ополчения. Но, к сожалению, они были не готовы к кровопролитным боям. Вот что писал в донесении командующий 43-й армией Голубев: «Пехота этих дивизий разбежалась под натиском батальона пехоты и нескольких танков. Считаю, что 17-я и 53-я дивизии деморализованы, а виновных следует предать суду. Отряду заграждения расстреливать всех бегущих с поля боя».
Гитлеровцы, встретив упорное сопротивление актюбинцев, перегруппировались и ударили по флангам. Части дивизии попали в окружение. Ей с боем пришлось прорываться к реке Нара.
Из доклада командира дивизии А. Ф. Наумова начальнику штаба 43-й армии.

1. Противник не смог прорвать нашу оборону и к 17.00 был остановлен.
2. Он понёс большие потери в живой силе, боевой технике, особенно в танках.
3. Значительные потери имеются и в наших частях.
4. Боеприпасов для всех видов стрелкового оружия и артиллерии хватит только на завтра, 17.10.41 г.
5. Принимаем меры для отпора врагу на 17.10.41 г.
Одновременно полковник А. Ф. Наумов обратился к командованию с просьбой разрешить отвод войск на Нарский рубеж. Разрешение было получено, и дивизия через Тарутино отступила к Наре. 21 октября 1941 года дивизия вышла на Нарский рубеж обороны и 22-23 октября 1941 года заняла позиции по рубежу деревень Борисово, Орехово, Макарово, Марково, Корсаково.
23 октября 1941 года. Остатки дивизии обороняют деревню Орехово.
26 октября из окружения из-под Детчино вышли остатки 1081-го полка под командованием лейтенанта Христофора Казарина, младшего политрука Дусупа Альсеитова и командира миномётного расчёта Нуратдина Аймагамбетова.
На тот момент дивизия насчитывала в своём составе не более 20-25 % от штата личного состава и вооружения и 24 октября 1941 года на базе остатков 312-й, 53-й и 17-й стрелковых дивизий сформирована сводная дивизия, которая с 25 октября 1941 года отбивает атаки противника, на 26 октября 1941 года ведёт бои в районе деревень Ильино, Перово, Колонтаево, Тетеренки, Климовка с задачей прорваться на северный берег реки Нара. Бои продолжались и 27-29 октября 1941 года.
29 октября 1941 года сводная дивизия приказом № 30 стала именоваться 53-й стрелковой дивизией.
Из 11 000 человек личного состава 312-я стрелковая дивизия в боях под Москвой потеряла около 9500 человек и была официально расформирована 27 декабря 1941 года.

## Состав
- 1079-й стрелковый полк
- 1081-й стрелковый полк
- 1083-й стрелковый полк
- 859-й артиллерийский полк
- 375-й отдельный истребительно-противотанковый дивизион
- 591-й отдельный зенитный артиллерийский дивизион
- 205-й разведывательный батальон
- 599-й отдельный сапёрный батальон
- 764-й отдельный батальон связи
- 244-й медико-санитарный батальон
- 294-я автотранспортная рота
- 447-я полевая хлебопекарня
- 991-я полевая почтовая станция

## Подчинение
| Дата       | Фронт (округ)                 | Армия                | Корпус | Примечания |
| ---------- | ----------------------------- | -------------------- | ------ | ---------- |
| 01.08.1941 | Среднеазиатский военный округ | —                    | —      |            |
| 18.08.1941 | Резерв Ставки ВГК             | —                    | —      |            |
| 23.08.1941 | —                             | 52-я отдельная армия | —      |            |
| 01.09.1941 | —                             | 52-я отдельная армия | —      |            |
| 01.10.1941 | —                             | 52-я отдельная армия | —      |            |
| 09.10.1941 | Московский резервный фронт    | —                    | —      |            |
| 12.10.1941 | Западный фронт                | 43 армия             | —      |            |

## Командный состав

### Командир дивизии
Наумов, Александр Фёдорович (1897—1992), полковник

### Начальник штаба дивизии
Нетесов, Алексей Александрович (1903—1942), майор

### Командиры полков
- 1079-й стрелковый полк: Бурков, Анатолий Александрович, подполковник
- 1081-й стрелковый полк: Андрусенко, Корней Михайлович подполковник; с 23.10.1941 Гусак Пётр Иванович, капитан
- 1083-й стрелковый полк: Автандилов, Арсен Маркович (1910–1986), капитан
- 859-й артиллерийский полк: Волошин, Лукьян Иванович, капитан

## Известные бойцы
- Пацаев, Иван Пантелеевич (1910—1941), политрук 591-го отдельного зенитного артиллерийского дивизиона, геройски погиб в 16 октября 1941 года в районе Детчино, отец космонавта Виктора Пацаева.

## Память
- В Актобе в память о 312-й стрелковой дивизии названа одна из улиц города
- Наименование 312-й стрелковой дивизии, 1083-й стрелковый полк которой оборонял Боровские рубежи в октябре 1941 года, внесено на памятные плиты Вечного огня Боровска[17]
- Наименование 312-й стрелковой дивизии указано на мемориальной стеле памятника советским воинам, погибшим в боях с немецко-фашистскими захватчиками за Малоярославец в 1941 году.
- В деревне Федорино Боровского района на воинском братском захоронении 9 мая 2015 года установлена памятная плита[18]
- В село Детчино на территории братской могилы установлен памятный знак 312-й стрелковой дивизии
- В деревне Березовка Малоярославецкого района именем политрука Ивана Пацаева названа одна из улиц[19]
- В деревне Таурово Малоярославецкого района в память погибшим бойцам 1081-го стрелкового полка 312-й стрелковой дивизии в апреле 2019 года на средства патриотического клуба " Красная Гвоздика" руководитель Кусков Александр Петрович установлен памятный знак[20]